# Унутрашње тржиште ЕУ
Унутрашње тржиште ЕУ представља економски план који је поставио темеље данашње Европске уније. Било је одређено Римским уговорима 1957. године .

## Историја плана
План је био да се унутрашње тржише Европске уније оствари кроз 12 година. Предвиђа негативну и позитивну економску интеграцију. Почетком 80-их то је био осјетљив проблем, јер још увијек се није остварило унутарње тржиште.
Жак Делор написао је „Бијелу књигу: довршетак унутарњег тржишта 1985. године“. У њој је навео све главне препреке унутрашњем тржишту: физичке препреке (заустављање на границама између држава чланица, царинске контроле), техничке препреке (прилагођавање различитим националним производним стандардима, затворена национална тржишта за јавну набавку) и фискалне препреке (посебно различите стопе ПДВ-а и трошарине).

## Провођење
Европска унија темељи се на унутрашњем тржишту по питању четири тржишне слободе. То су:
- слобода кретања роба
- слобода пружања услуга
- слобода кретања радника
- слобода кретања капитала

Слобода пружања услуга преко државних граница у себи укључује и слободу правног настанка .

## Западни Балкан
Државе из Споразума о стабилизацији и придруживању имају „свеобухватан оквир за приближавање ЕУ и припремање за [своје] будуће учешће на јединственом тржишту. 